# Варфоломей (архиепископ Нарбона)
Варфоломей (Бартелеми; лат. Bartomeu, фр. Barthélemy; умер в 844) — архиепископ Нарбона (не позднее 828—834/842).

## Биография

### Получение Нарбонского архиепископства
О происхождении и ранних годах жизни Варфоломея сведений в исторических источниках не сохранилось. Первые свидетельства о нём относятся к 828 году, когда он уже был главой Нарбонской митрополии. Предполагается, что Варфоломей занял нарбонскую кафедру незадолго до этой даты. В списках нарбонских архиепископов Варфоломей назван преемником Нибридия, в последний раз упоминающегося в сентябре 822 года. В поминальной книге аббатства Лаграс сообщается о том, что Нибридий скончался 1 января. Следовательно, наиболее ранняя из возможных дат его смерти — 823 год. Возможно, в получении Варфоломеем архиепископского сана значительную роль сыграл архиепископ Лиона Агобард, в отношении которого глава Нарбонской митрополии всегда выказывал огромное уважение.

### Тулузский собор
В декабре 828 года император Людовик I Благочестивый и его сын Лотарь I повелели провести во Франкской империи четыре поместных собора в Майнце, Париже, Лионе и Тулузе. Франкское духовенство было извещено об этом специальными посланиями императора. Одно из писем было направлено и Варфоломею, главе Нарбонской митрополии. Ему, а также другим иерархам Южной Франкии, было приказано провести в следующем году синод в Тулузе.
23 мая 829 года Тулузский собор начал свою работу. Председателем собрания был избран архиепископ Арля Нотон. В Тулузском соборе участвовали прелаты Арльской, Нарбонской, Буржской и Бордоской митрополий во главе со своими митрополитами: Нотоном, Варфоломеем, Агиульфом и Адалельмом. Акты этого церковного собора не сохранились, но, как предполагается, на нём был обсуждён тот же круг вопросов, что и на Парижском соборе, который уделил особое внимание усилению церковной дисциплины и улучшению процесса образования.

### События в Юзесской епархии
Сохранилось письмо, написанное между 827 и 830 годом архиепископом Варфоломеем. Его адресатами были лионский диакон Флор, архиепископ Агобард и пресвитер Хильдигис. Это послание — первое свидетельство о Флоре, одном из деятелей Каролингского Возрождения. В письме Варфоломей просил у одних из наиболее известных в то время теологов Франкской империи совета, как поступить с суевериями, охватившими Юзесскую епархию. Глава Нарбонской митрополии писал, что посещавшие для поклонения могилу святого Фирмина видели там, якобы, многочисленные чудеса, в том числе, исцеления больных и одержимых. Однако юзесский епископ Амелий I заподозрил, что это дело рук преступных людей, собиравших деньги с паломников за доступ к святыне. В ответном письме Агобард подтвердил, что скорее всего «чудеса» — результат корысти местных священников. По совету лионского архиепископа Варфоломей запретил посещение могилы Фирмина и разрешил его только после того, как все слухи среди паломников полностью рассеялись. Уже значительно позднее Амаларий, сменивший в 835 году Агобарда на лионской кафедре, ставил Варфоломею в особую заслугу заботу о борьбе с суевериями и рвение в поддержке церковной дисциплины.

### Участие в мятеже против Людовика I Благочестивого
Во время смуты 830—834 годов во Франкском государстве Варфоломей проявил себя как твёрдый сторонник короля Италии Лотаря I. Вместе с рядом других видных франкских деятелей — таких как Вала Корбийский, Гильдуин Сен-Денийский, Агобард Лионский, Иона Орлеанский, Исайя Амьенский и Эббон Реймсский — архиепископ Нарбона поддержал мятеж Лотаря против отца, императора Людовика I Благочестивого. 1 октября 833 года Варфоломей участвовал в заседании государственной ассамблеи Франкской империи в Компьене. На этом собрании, созванном по требованию Лотаря, состоялся суд над императором Людовиком. Главными обвинителями были архиепископы Эббон Реймсский, Агобард Лионский, Варфоломей Нарбонский и Бернар Вьенский. Под угрозами Людовик I Благочестивый был вынужден признать себя полностью виновным. Он был сослан в аббатство Святого Медарда в Суасоне и пострижен здесь в монахи.
Возвращаясь из Компьена в Септиманию, Варфоломей посетил Санс. Здесь он подписался под дарственной хартией Лотаря I, данной новым императором по ходатайству архиепископа Адальрика аббатству Святого Ремигия. Среди подписавших этот документ были и два суффрагана Нарбонской митрополии, епископы Стефан Безьеский и Теугрий Вивьеский.
Однако вскоре удача изменила архиепископу Варфоломею: весной 834 года решением части знати и духовенства Франкского государства Людовик I Благочестивый был освобождён из заключения и вновь восстановлен в императорском сане. В «Истории Реймсской церкви» Флодоарда сообщается о том, что вскоре после этого Агобард, Варфоломей и несколько других приближённых к Лотарю I иерархов был лишены своих епархий.
В феврале 835 года на церковном соборе в Тьонвиле над обвинёнными в государственной измене лицами состоялся суд. На него были вызваны Эббон, Агобард, Бернар и Варфоломей, но лично присутствовать на заседаниях осмелился только бывший архиепископ Реймса. В результате участники синода постановили признать всех обвиняемых виновными.

### Последние годы
В средневековых исторических источниках не сохранилось сведений о деятельности Варфоломея в следующие несколько лет. Предполагается, что он уже не смог возвратиться в Септиманию. Возможно, что сначала он, вместе с другими оставшимися верными Лотарю I лицами, последовал за этим монархом в Бургундию, а затем жил при дворе младшего сына императора Людовика I Благочестивого, короля Карла II Лысого. Этот вывод делается на основании известия о присутствии Варфоломея 6 сентября 838 года на государственной ассамблее в Кьерзи, где состоялась коронация Карла II Лысого. Предполагается, что этот факт может свидетельствовать о том, что к тому времени Варфоломей был уже прощён Людовиком I Благочестивым. Однако, возвратил ли император ему власть над Нарбонской митрополией, точно не установлено. В постановлениях ассамблеи в Кьерзи, сохранившихся в поздней копии, достоверность которой вызывает у историков сомнение, упомянут «Бернегарий, архиепископ Нарбона», о котором больше ничего не известно. Однако в написанной в 840 году Флором Лионским поэме «О разделении империи» (лат. De divisione imperii) Нарбонское архиепископство было причислено к вдовствующим кафедрам Франкского государства.
Не вызывает сомнение только то, что не позднее 841 года Варфоломей по неизвестным причинам поссорился с Карлом II Лысым, вновь примкнул к сторонникам Лотаря I и во время битвы при Фонтене находился в лагере императора. По свидетельству Флора Лионского, весьма лестно отзывавшегося о Варфоломее, в 842 году Карл Лысый повелел лишить нарбонского архиепископа не только власти над митрополией, но и самого архиерейского сана, что было грубым нарушением церковных канонов. Новым главой Нарбонской митрополии был избран Берарий, который в этом качестве уже 13 декабря 842 года присутствовал на свадьбе Карла II Лысого с Ирментрудой в Кьерзи.
По свидетельству «Liber Pontificalis», зная о неканоничности своего свержения с архиепископского престола, Варфоломей в 844 году ездил в Рим, где просил недавно избранного папу Сергия II не только возвратить ему власть над Нарбонской митрополией, но и вручить паллий, сделав папским викарием в Южной Франкии. Здесь же с аналогичной просьбой находился и его друг, бывший архиепископ Реймса Эббон. По неизвестным причинам папа римский отказался удовлетворить просьбу Варфоломея, лишь обещав рассмотреть этот вопрос позднее.
Дата смерти Варфоломея не известна. Возможно, что он умер в Риме уже в 844 году. Предполагается, что это могло произойти между 12 и 20 июня того года. Как уже скончавшийся Варфоломей упоминается в «Хартии Алаона», данной королём Карлом II Лысым в Компьене 30 января 845 года. Однако многие историки высказывают серьёзные сомнения в достоверности этого юридического акта, считая его позднейшей фальсификацией.